# الدوري السعودي الممتاز 1986–87
الدوري السعودي الممتاز 1986–1987 هي النسخة الحادية عشر من الدوري السعودي الممتاز منذ استحداث المسابقة بعام 1976. لعبت المسابقة بنظام النقاط وشارك فيها 12 فريق، وظفر الاتفاق بلقب البطولة وهو ثاني لقب بتاريخه.
الأندية التي هبطت إلى الدرجة الأولى هي الأنصار، والرائد.

## الملاعب والمواقع
| النادي   | المكان          | الملعب                             |
| -------- | --------------- | ---------------------------------- |
| الأهلي   | جدة             | ملعب الأمير عبد الله الفيصل        |
| الاتفاق  | الدمام          | ملعب الأمير محمد بن فهد            |
| الهلال   | الرياض          | ملعب الأمير فيصل بن فهد            |
| الاتحاد  | جدة             | ملعب الأمير عبد الله الفيصل        |
| الأنصار  | المدينة المنورة | ملعب الأمير محمد بن عبد العزيز     |
| النهضة   | الخبر           | ملعب الأمير سعود بن جلوي           |
| النصر    | الرياض          | ملعب الأمير فيصل بن فهد            |
| القادسية | الخبر           | ملعب الأمير سعود بن جلوي           |
| الرائد   | بريدة           | ملعب مدينة الملك عبد الله الرياضية |
| الشباب   | الرياض          | ملعب الأمير فيصل بن فهد            |
| الطائي   | حائل            | ملعب الأمير عبد العزيز بن مساعد    |
| الوحدة   | مكة             | ملعب الملك عبد العزيز              |

## جدول الدوري
| الترتيب | النادي   | لعب | النقاط |
| ------- | -------- | --- | ------ |
| 1       | النصر    | 22  | 34     |
| 2       | الشباب   | 22  | 31     |
| 3       | الاتفاق  | 22  | 31     |
| 4       | الطائي   | 22  | 26     |
| 5       | الشباب   | 22  | 25     |
| 6       | الأهلي   | 22  | 25     |
| 7       | الانصار  | 22  | 23     |
| 8       | الوحدة   | 22  | 20     |
| 9       | القادسية | 22  | 19     |
| 10      | النهضة   | 22  | 14     |
| 11      | الاتحاد  | 22  | 8      |
| 12      | الهلال   | 22  | 8      |

## وصلات خارجية
- الموقع الرسمي لدوري السعودي
- احصائيات الدوري السعودي